# Paget (Bermudas)
Paget é uma paróquia do arquipélago das ilhas Bermudas.